# Ashikaga (stad)
Ashikaga (japanska: 足利市?, Ashikaga-shi) är en japansk stad belägen i prefekturen Tochigi ca 75 kilometer nordnordväst om Tokyo. Ashikaga fick stadsrättigheter 1921. Staden har ett slott från perioden 1150-1350. Staden var tidigare känd för sin sidenindustri.